# Нідерландська Нова Гвінея
Нідерландська Нова Гвінея (нід. Nederlands Nieuw-Guinea) — заморська територія Королівства Нідерланди у 1949—1962 роках, у Західній Новій Гвінеї. Наразі у складі Індонезії, двох її східних провінцій — Папуа і Західне Папуа (адміністративно одне ціле до 2003 під назвою Іріан-Джая).
Колонія була виділена в 1949 з Голландської Ост-Індії. У 1959 були проведені місцеві вибори. Новообраний парламент оголосив 5 квітня 1961 про намір повної незалежності до кінця десятиліття. 1 грудня 1961 введені офіційні державні символи. 18 грудня 1961 Індонезія ввела війська до Нідерландської Нової Гвінеї. Після року бойових дій, 1 жовтня 1962 був укладений мир, згідно з яким Нідерланди залишили Нову Гвінею і терен потрапив під адміністрацію ООН.
Відповідно до раніших угод, громадяни колишньої Нідерландської Нової Гвінеї, мали ухвалити рішення про майбутнє терену. Після евакуації голландської адміністрації індонезійці поставили своїх людей до керма. 1 травня 1963 остаточно влада перейшла до індонезійців і парламентом було обрано губернатора Bonaya EJ. У той же час терен було перейменовано в Іріан-Джая.
У 1969 Індонезія остаточно анексувала колишню Нідерландську Нову Гвінею. Проведений референдум призвів до протистояння тубільців. Попри результати референдуму терен було включено до складу Індонезії як провінція Західний Іріан.

## Ресурси Інтернету
- The Dutch New Guinea Dispute — Operation Trikora 1961—1962
- Dutch New Guinea in HD Color 1949—1962
- Dutch New Guinea Dispute 1949—1962
- Profile at World Statesman